# Nick Mason's Fictitious Sports
Nick Mason's Fictitious Sports je první sólové album britského bubeníka Nicka Masona, známého svým působením v art rockové skupině Pink Floyd. Album bylo vydáno v květnu 1981 (viz 1981 v hudbě).
De facto se nejedná o album Nicka Masona. Mason na desce bubnuje a také ji koprodukoval, skladby jsou ale autorským dílem jazzové hudebnice Carly Bleyové. V písních účinkuje množství muzikantů, většinou známých a kamarádů Nicka Masona, který toto album zaštítil svým jménem. Deska byla nahrána již na podzim roku 1979, vydání se ale dočkala až o rok a půl později.
Album Nick Mason's Fictitious Sports se skládá z osmi jednotlivých písní různých hudebních žánrů, které v ničem nepřipomínají skladby Masonovy „domovské“ art rockové kapely Pink Floyd.
Na CD vyšlo album v roce 1995 pouze v USA, roku 2018 bylo zahrnutou v boxsetu Unattended Luggage.

## Seznam skladeb
Všechny skladby napsala Carla Bleyová.
| Strana 1 | Strana 1                    | Strana 1 |
| Pořadí   | Název                       | Délka    |
| -------- | --------------------------- | -------- |
| 1.       | Can't Get My Motor to Start | 3:39     |
| 2.       | I Was Wrong                 | 4:12     |
| 3.       | Siam                        | 4:48     |

| Strana 2       | Strana 2         | Strana 2 |
| Pořadí         | Název            | Délka    |
| -------------- | ---------------- | -------- |
| 1.             | Hot River        | 5:16     |
| 2.             | Boo To You Too   | 3:26     |
| 3.             | Do Ya?           | 4:36     |
| 4.             | Wervin'          | 3:58     |
| 5.             | I'm a Mineralist | 6:16     |
| Celková délka: | Celková délka:   | 36:15    |

## Obsazení
- Nick Mason – bicí, perkuse
- Carla Bleyová – klávesy
- Chris Spedding – kytary
- Steve Swallow – baskytara
- Michael Mantler – trubka
- Robert Wyatt – zpěv
- Karen Kraft – zpěv (1)
- Gary Windo – tenorklarinet, basklarinet, flétna, vokály
- Gary Valente – pozoun, vokály
- Howard Johnson – tuba
- Terry Adams – piano (5), akordeon a clavinet (1)
- Carlos Ward, D. Sharpe, Vincent Chancey, Earl McIntyre – vokály